# دم‌ماری پرنواره
دُم‌ماری پُرنواره (نام علمی: Ophiogomphus anomalus) نام یک گونه از سرده دم‌ماری‌ها است.